# 小林千鶴
小林 千鶴（こばやし ちづる、1964年9月6日 - ）は、フリーアナウンサー。福井県福井市出身。

## プロフィール
福井県立足羽高等学校、県立静岡女子大学（現・静岡県立大学）卒業後、1987年にラジオ福島入社。同局アナウンサーとして「それいけAM!AM!こちら下荒子8番地」「ちづるのサウンドクルージング」「日曜倶楽部」などのパーソナリティ、福島競馬実況中継スタッフを務める。1989年に福井テレビジョン放送に移るが翌1990年に退職。ラジオ福島退社後、同時期に退社した倉敷保雄と結婚したことが、同局の特番「さよならAM!AM!」にて報告された。
その後フリーとなり、主にCS放送でフィギュアスケート・テニスの実況を担当している。また、過去には国内で行われるフィギュアスケート大会の会場アナウンスも担当したことがある。
1999年の四大陸フィギュアスケート選手権よりJ SPORTS（当時J-SPORTS）でフィギュアスケートの実況を担当。J SPORTSで初めて生中継を行った2004年の世界フィギュアスケート選手権以降、世界フィギュアスケート選手権およびヨーロッパフィギュアスケート選手権での生中継はすべて担当している。

## 主な担当番組
- 世界フィギュアスケート選手権（J SPORTS）実況
- 四大陸フィギュアスケート選手権（J SPORTS）実況
- 世界ジュニアフィギュアスケート選手権（J SPORTS）実況
- ヨーロッパフィギュアスケート選手権（J SPORTS）実況
- 全米フィギュアスケート選手権（J SPORTS）実況

## 出演

### 過去の担当番組
- おはようラジオセンター（NHKラジオ第1）
- キャンベル国際フィギュアスケート（J SPORTS）実況
- フェドカップ（J SPORTS）実況・ハイライトナレーション
- デビスカップ（J SPORTS）ハイライトナレーション